# Natação nos Jogos Pan-Americanos de 2023 - 200 m livre feminino
A competição de 200 m livre feminino da natação nos Jogos Pan-Americanos de 2023 foi disputada em 22 de outubro no Centro Acuático Estadio Nacional, em Santiago, no Chile. No total, competiram 26 atletas de 20 Comitês Olímpicos Nacionais (CON).

## Calendário
Horário local (UTC-4).
| Data          | Horário | Fase          |
| ------------- | ------- | ------------- |
| 22 de outubro | 09:00   | Eliminatórias |
| 22 de outubro | 16:00   | Final B       |
| 22 de outubro | 16:05   | Final A       |

## Medalhistas
| Ouro   | CAN Mary-Sophie Harvey   |
| Prata  | BRA Maria Fernanda Costa |
| Bronze | USA Camille Spink        |

## Recordes
Antes desta competição, os recordes mundiais e dos Jogos Pan-Americanos da prova eram os seguintes:
| Tipo                             | Atleta                         | Tempo   | Local   | Data                |
| -------------------------------- | ------------------------------ | ------- | ------- | ------------------- |
|                                  | AUS Mollie O'Callagham         | 1m52s85 | Fukuoka | 26 de julho de 2023 |
| Recorde dos Jogos Pan-Americanos | BAH Arianna Vanderpool-Wallace | 1m56s23 | Toronto | 15 de julho de 2015 |

## Resultados

### Eliminatórias
Qualificação: Os oito mais rápidos (QA) qualificam-se para a final A e os próximos oito mais rápidos (QB) qualificam-se para a final B.
As eliminatórias foram realizadas em 22 de outubro.
| Pos. | Bateria | Raia | Atleta                | Nacionalidade                       | Tempo   | Notas |
| ---- | ------- | ---- | --------------------- | ----------------------------------- | ------- | ----- |
| 1    | 3       | 4    | Mary-Sophie Harvey    | CAN Canadá                          | 1:59.31 | QA    |
| 2    | 3       | 5    | Camille Spink         | USA Estados Unidos                  | 1:59.94 | QA    |
| 3    | 4       | 5    | Maria Fernanda Costa  | BRA Brasil                          | 2:01.23 | QA    |
| 4    | 4       | 4    | Stephanie Balduccini  | BRA Brasil                          | 2:01.25 | QA    |
| 5    | 2       | 4    | Kayla Wilson          | USA Estados Unidos                  | 2:01.34 | QA    |
| 6    | 2       | 5    | Emma O'Croinin        | CAN Canadá                          | 2:01.65 | QA    |
| 7    | 4       | 3    | Elisbet Gámez         | CUB Cuba                            | 2:01.90 | QA    |
| 8    | 4       | 6    | Andrea Becali         | CUB Cuba                            | 2:02.24 | QA    |
| 9    | 2       | 6    | Inés Marín            | CHI Chile                           | 2:03.03 | QB    |
| 10   | 3       | 6    | María Yegres          | VEN Venezuela                       | 2:03.17 | QB    |
| 11   | 2       | 2    | Ana Vieira            | BRA Brasil                          | 2:03.18 | WD    |
| 12   | 2       | 3    | María José Mata Cocco | MEX México                          | 2:03.51 | QB    |
| 13   | 4       | 2    | Lucía Gauna           | ARG Argentina                       | 2:04.02 | QB    |
| 14   | 3       | 3    | Karen Durango         | COL Colômbia                        | 2:04.04 | WD    |
| 15   | 3       | 7    | Beatriz Padrón        | CRC Costa Rica                      | 2:04.91 | QB    |
| 16   | 4       | 7    | Susana Hernández      | MEX México                          | 2:05.47 | QB    |
| 17   | 4       | 1    | Lucero Mejía          | EAI Equipe de Atletas Independentes | 2:06.89 |       |
| 18   | 2       | 7    | Julimar Ávila         | HON Honduras                        | 2:07.59 |       |
| 19   | 2       | 1    | Elisabeth Timmer      | ARU Aruba                           | 2:08.59 |       |
| 20   | 1       | 3    | Timmy Collymore       | GRN Granada                         | 2:01.91 |       |
| 21   | 3       | 8    | Ariana Valle          | ESA El Salvador                     | 2:11.67 |       |
| 22   | 3       | 1    | Harper Barrowman      | CAY Ilhas Cayman                    | 2:11.95 |       |
| 23   | 1       | 5    | Natalia Kuipers       | ISV Ilhas Virgens Americanas        | 2:13.29 |       |
| 24   | 1       | 4    | Stefania Piccardo     | PAR Paraguai                        | 2:14.31 |       |
| –    | 4       | 8    | Zaylie Thompson       | BAH Bahamas                         | DNS     |       |
| –    | 3       | 2    | Anicka Delgado        | ECU Equador                         | DNS     |       |

### Final B
A final B foi realizada em 22 de outubro.
| Pos. | Raia | Atleta                | Nacionalidade                       | Tempo   | Notas |
| ---- | ---- | --------------------- | ----------------------------------- | ------- | ----- |
| 9    | 5    | María Yegres          | VEN Venezuela                       | 2:02.03 |       |
| 10   | 3    | María José Mata Cocco | MEX México                          | 2:03.21 |       |
| 11   | 4    | Inés Marín            | CHI Chile                           | 2:03.33 |       |
| 12   | 6    | Lucía Gauna           | ARG Argentina                       | 2:05.24 |       |
| 13   | 2    | Beatriz Padrón        | CRC Costa Rica                      | 2:05.71 |       |
| 14   | 8    | Julimar Ávila         | HON Honduras                        | 2:05.74 |       |
| 15   | 1    | Lucero Mejía          | EAI Equipe de Atletas Independentes | 2:05.86 |       |
| 16   | 7    | Susana Hernández      | MEX México                          | 2:06.10 |       |

### Final A
A final A foi realizada em 22 de outubro.
| Pos. | Raia | Atleta               | Nacionalidade      | Tempo   | Notas |
| ---- | ---- | -------------------- | ------------------ | ------- | ----- |
| 01 ! | 4    | Mary-Sophie Harvey   | CAN Canadá         | 1:58.08 |       |
| 02 ! | 3    | Maria Fernanda Costa | BRA Brasil         | 1:58.12 |       |
| 03 ! | 5    | Camille Spink        | USA Estados Unidos | 1:58.61 |       |
| 4    | 6    | Stephanie Balduccini | BRA Brasil         | 1:58.67 |       |
| 5    | 2    | Kayla Wilson         | USA Estados Unidos | 1:58.91 |       |
| 6    | 7    | Emma O'Croinin       | CAN Canadá         | 2:00.79 |       |
| 7    | 8    | Andrea Becali        | CUB Cuba           | 2:01.19 |       |
| 8    | 1    | Elisbet Gámez        | CUB Cuba           | 2:01.78 |       |

Legenda
| Recorde mundial                  | Recorde mundial (World record)               |                       | Recorde africano                      | Recorde africano (African) |                                           | Q | Classificado por posição (Qualified) |
| Recorde dos Jogos Pan-Americanos | Recorde pan-americano (Pan-American record)  | Recorde da América    | Recorde da América (Americas)         | q                          | Classificado por melhor tempo (Qualified) |   |                                      |
| Melhor marca do ano              | Melhor marca do ano (World leading)          | Recorde asiático      | Recorde asiático (Asian)              | DNS                        | Não largou (Did not start)                |   |                                      |
| Recorde nacional                 | Recorde nacional (National record)           | Recorde europeu       | Recorde europeu (European)            | DNF                        | Não terminou (Did not finish)             |   |                                      |
| Recorde pessoal                  | Recorde pessoal do atleta (Personal best)    | Recorde da Oceania    | Recorde da Oceania (Oceania)          | DSQ / DQ                   | Desclassificado (Disqualified)            |   |                                      |
| Recorde da temporada             | Recorde da temporada do atleta (Season best) | Recorde sul-americano | Recorde sul-americano (South America) | NM                         | Sem marca (No mark)                       |   |                                      |